# Friedrich Karl Forberg

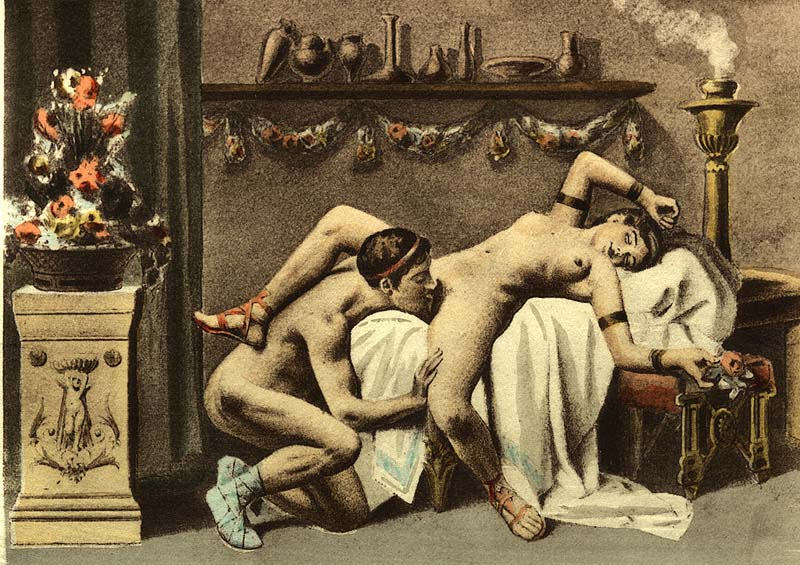
Illustration von Édouard-Henri Avril zu Forbergs De Figuris Veneris

Friedrich Karl Forberg (* 30. August 1770 in Meuselwitz; † 1. Januar 1848 in Hildburghausen) war ein deutscher Philosoph, Verleger, Bibliothekar und Philologe.

## Leben
Der aus einem protestantischen Pfarrhaus in Meuselwitz stammende Friedrich Karl Forberg war Schüler Ernst Platners in Leipzig, später Karl Leonhard Reinholds in Jena. Von April bis September 1791 reiste er mit Franz Paul von Herbert nach Klagenfurt und schickte einige Briefe an Reinhold, die darüber Aufschluss geben, dass es auch in Kärnten Sympathie für die französische Revolution gab. „Ich bin völlig überzeugt, dass das herbertische hauß vielleicht in ganz Deutschland Wenige seines gleichen finde und dass dasselbe der lebendigste Beweiß für den Wohltätigen Einfluss sey, welchen die Kritische Philosophie nicht blos auf den Kopf, sondern hauptsächlich auch auf das Herz der Verehrer äußert.“ Der Kantianer berichtet in seiner Autobiographie auch von den jungen Damen in Klagenfurt, die sich die Kantausgaben wie Gebetbücher schwarz einbinden ließen, um sie während der Sonntagsmesse zu lesen, und von den Priesterseminaristen, die an den Vorträgen teilnahmen.
Von 1792 bis 1796 wirkte er als Dozent der Philosophie an der Universität Jena, wo er vor allem Vorlesungen zur Moralphilosophie, Anthropologie und kritischen Philosophie hielt. Da er sich von der Dozentenstelle allein nicht finanzieren konnte, war er ab 1794 bis 1796 auch in einem Kommissionsverlag mit dem Buchhändler Christian Ernst Gabler tätig, wo er unter anderem die Schriften Fichtes publizierte. Ende Oktober 1795 veröffentlichte er „Fragmente aus meinen Papieren“, die einen intensiven Einblick in die Veränderungen der philosophischen Konstellationen in Jena zwischen Karl Leonhard Reinhold und Johann Gottlieb Fichte geben. Da weder die Dozentur noch das Verlagsgeschäft eine Lebensperspektive boten, verließ Forberg im Sommer 1796 Jena und wollte in die Schweiz zu Johann Heinrich Pestalozzi. Auf der Durchreise wurde ihm 1797 in Saalfeld/Saale eine Stelle als Konrektor des Lyceums angeboten, die er annahm. Als der Rektor wegen einer Liebesaffäre Saalfeld/Saale floh, wurde Forberg die Leitung des Lyceums in Aussicht gestellt. Doch kam es wegen seiner philosophischen und pädagogischen Überzeugungen zu einer zweijährigen Verzögerung. Denn 1798 löste der Saalfelder Konrektor den Atheismusstreit aus, als er in Friedrich Immanuel Niethammers und Fichtes „Philosophischem Journal“ den Aufsatz „Entwickelung des Begriffs der Religion“ publizierte, den Fichte mit einem Nachwort verteidigte. Für Forberg ist Religion ein praktischer Glaube als Voraussetzung des moralischen Handelns. Dieser Glaube besteht lediglich in dem Wunsch, dass das Gute in der Welt die Oberhand erhalten möge. Die Existenz Gottes ist für Forberg, nach der Kritik Immanuel Kants an den Gottesbeweisen, weder durch Offenbarung noch durch theoretische Spekulation begründbar und daher nur im Sinne einer Als-Ob-Existenz im Dienst der Moralphilosophie anzunehmen. Theologie wird mit Religionsphilosophie gleichgesetzt.
Nachdem er mit seinen Kantischen Vorstellungen im Schulalltag gescheitert war und die Eltern ihre Kinder der Schule entzogen, wirkte Forberg von 1801 bis 1807 als herzoglicher Beamter in Coburg, wo er sich unter anderem mit der Schulreform beschäftigte. Im Januar 1806 kam es wegen eines Napoleon verherrlichenden Artikels im Coburger Wochenblatt zu einem Streit mit der Landesregierung. Die Ausgabe wurde konfisziert und zensiert. Trotzdem wurde Forberg im März des Jahres Geheimer Kanzleirath in Kirchen- und Schulangelegenheiten. Ab 1807 übernahm er die Aufsicht der Hofbibliothek, die er systematisch ordnete und mit einem alphabetischen Katalog erschloss. Ab 1820 wurde er auch Aufseher der herzoglichen Kupferstichsammlung und des Münzkabinetts, die er jeweils neu katalogisierte. 1824 edierte er den Hermaphroditus des Antonio Beccadelli (Panormita), ein Werk der erotischen Literatur der Renaissance, und fügte zum Verständnis eine Schrift „De Figuris Veneris“ an. Dieses in Latein verfasste Handbuch der klassischen Erotologie versammelt und klassifiziert antike, aber auch frühneuzeitliche Textstellen, die in ihrer Gesamtheit die Vielfalt sexuellen Verhaltens realistisch beschreiben. Als solches ist es ein Standardwerk der Sexualwissenschaft. 1827 wechselte Forberg nach Hildburghausen und wurde außerordentlicher Beisitzer der Polizeiabteilung der herzoglichen Landesregierung. 1829 wurde er mit voller Besoldung in den Ruhestand versetzt. 1840 erschien sein „Lebenslauf eines Verschollenen“. 1848 starb Forberg nach sechswöchiger Krankheit im Alter von 77 Jahren als Herzoglich Sachsen-Meiningischer Geheimer Kanzleirat in Hildburghausen.
Der kritische Aufklärer, der im Zeitalter Fichtes dem Kantianismus verpflichtet blieb, wird in der Philosophiegeschichte oft zu Unrecht als Schüler Fichtes bezeichnet, den er 1797 in den „Briefen über die neueste Philosophie“ angriff. Fritz Mauthner bezeichnete ihn als „für die religiöse Befreiung … der einzige echte Schüler Kants“.

## Schriften
- (anonym:) Fragmente aus meinen Papieren, Jena 1796
- Briefe über die neueste Philosophie. In: Philosoph. Journal 6. Bd., 1. H., (1797), S. 44–88 u. 7. Bd., 4. H., (1797)
- Entwickelung des Begriffs der Religion. In: Philosoph. Journal 8. Bd., 1. H. (1798), S. 21–46
- Werner Röhr: Appellation an das Publikum… Dokumente zum Atheismusstreit um Fichte, Forberg, Niethammer. Jena 1798/|99, Leipzig 1987
- (anonym:) Lebenslauf eines Verschollenen, Hildburghausen u. Meiningen 1840
- Antonii Panormitae Hermaphroditus, Coburg 1824
- Fréd.-Ch. Forberg Manuel d’Érotologie classique (De Figuris Veneris). Texte latin et traduction littérale par le traducteur des Dialogues de Luisa Sigea. Paris : Isidore Liseux, 1882. 2 vol.
- Friedrich Karl Forberg: Manual of Classical Erotology (De Figuris Veneris) [1884], lat./engl., Honolulu 2003
- Friedrich Karl Forberg: Manuel d’érotologie classique (De Figuris Veneris) [1906], frz. Übersetzung mit Illustrationen von Paul Avril; spätere Ausgaben mit einem Nachwort von Pascal Pia [1959], auch Paris 1995.
- Antonio Panormita: Hermaphroditus mit Apophoreta von Friedrich Carl Forberg [1908], hg. u. komment. v. Wolfram Körner u. Steffen Dietzsch, Leipzig 1986
- Friedrich Karl Forberg: De Figuris Veneris (Manuale di erotologia classica), lat. Text, ital. Vorwort, Catania: Libreria Tirelli di F. Guaitolini 1928
- Friedrich Karl Forberg: Klassische Liebesspiele/Wollust in den Villen Roms, übers. u. hg. v. Johanna Fürstauer, Konstanz 1969
- Friedrich Karl Forberg: Manual de erótica clássica, span. Übersetzung, hg. von Luis Parra u. José M. Ruiz. Madrid 2007.
- Friedrich Carl Forberg: Philosophische Schriften. 2 Bde., hg. von Guido Naschert. Paderborn: BRILL/Schöningh 2021. (778 u. XXXVI, 344 S., Ill.)